# Museo dei culti arborei
Il museo dei culti arborei è un museo etno-antropologico che si trova nel comune di Accettura in provincia di Matera.

## Descrizione

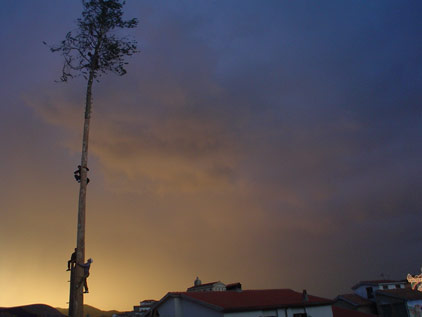
La festa del maggio di Accettura

Dei culti arborei che si svilupparono nell'antichità sono rimaste poche tracce, riti matrimoniali legati ad un mondo contadino e prevalentemente animistico.
Il Museo dei culti arborei di Accettura tenta di ricostruire la storia e la tipologia dei culti arborei del territorio lucano. Tra i musei etno-antropologici il museo di Accettura è forse unico nel suo genere in Europa, e a rendere ancora più prezioso il lavoro di questo museo c'è il fatto che i culti arborei sono «tipici di pochissime altre località del Mediterraneo». Tra le località che celebrano i maggi e i culti arborei in Basilicata ci sono Accettura, Oliveto Lucano, Pietrapertosa e Castelmezzano, inoltre nella zona del massiccio del Pollino a cavallo tra Basilicata e Calabria vi sono Rotonda, Viggianello, Terranova di Pollino, Laino Borgo, Alessandria del Carretto e Castelsaraceno, ed infine nel resto d'Italia abbiamo altri esempi a Ponte Nossa, Fontanella Grazioli, Pastena, Vetralla, Castel Giorgio, Bajardo, Baiano, Terrasini.
Il Museo si trova all'interno del Parco naturale di Gallipoli Cognato - Piccole Dolomiti Lucane e svolge anche l'attività di centro visite.
Creata già diversi anni prima, la struttura è stata inaugurata nel 2005 dal sindaco Vincenzo Amoia, e raccoglie l'eredità del professore e ricercatore Giovanni Battista Bronzini e dell'antropologo Ferdinando Mirizzi.
Il Museo possiede anche una biblioteca fornita di testi sui culti arborei in Italia e in Europa e una videoteca con filmati sulle feste del Maggio.

### Altri culti arborei
- Rita Salvatore , Sante Marie degli alberi: culti mariani arborei in Abruzzo, Colledara, Andromeda, 2002
- Giovanni De Vita e Simona Savone (a cura di), Pastena e i culti arborei, Pastena, Amministrazione comunale, 2004

### Il culto arboreo in varie culture
- albero di maggio
- Mitologia celtica#I druidi
- Rotonda (Italia)#Festa patronale di Sant'Antonio
- Il ramo d'oro
- Amonet#Natura divina e culto
- Albero della cuccagna, secondo l'ipotesi di James Frazer
- Sposalizio dell'albero a Vetralla